# Austrolebias reicherti
Austrolebias reicherti es un pez de agua dulce la familia de los rivulines en el orden de los ciprinodontiformes.
De acuerdo con los datos morfológicos y moleculares, se ha concluido que lo que antes se creía que era otra especie llamada Austrolebias salviai (Costa, Litz y Laurino, 2006) es en realidad un sinónimo más moderno de Austrolebias reicherti.

## Morfología
Cuerpo alargado y 18 a 25 radios blandos en la aleta anal; el origen de la aleta dorsal es posterior al origen de la aleta anal, lo que los diferencia de otras especies del género muy parecidas; banda suborbital de color negro bien desarrollada; banda vertical en los bordes de las aletas dorsal y anal; base de la aleta dorsal bandeada mientras que la aleta anal está uniformemente pigmentada; bandas oscuras verticales en los flancos del cuerpo de ancho menor o igual que el espacio entre dichas bandas; los machos pueden alcanzar los 4,2 cm de longitud máxima, y las hembras 4,1 cm.

## Distribución geográfica
Se encuentran en ríos de Sudamérica, en cuencas fluviales de Uruguay.

## Hábitat
Viven en pequeños cursos de agua de clima tropical, y son de comportamiento pelágico.